# Cyanolyca turcosa
La ghiandaia turchese (Cyanolyca turcosa (Bonaparte, 1853)) è un uccello passeriforme appartenente alla famiglia Corvidae.

## Etimologia
Il nome scientifico della specie, turcosa, deriva dal latino e significa "di color turchese", in riferimento alla colorazione di questi uccelli: il loro nome comune altro non è che la traduzione di quello scientifico.

## Descrizione

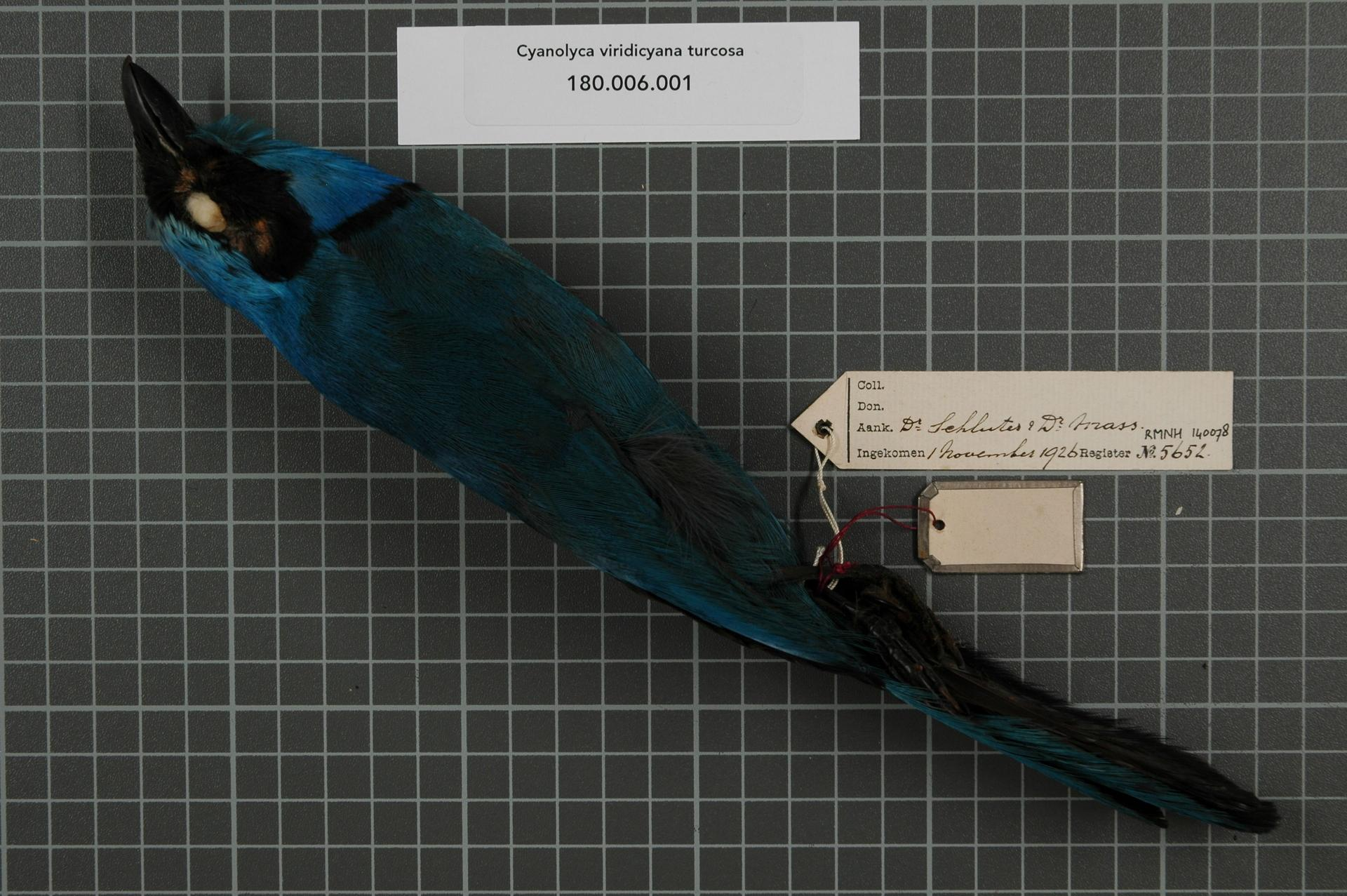
Veduta laterale di esemplare impagliato.

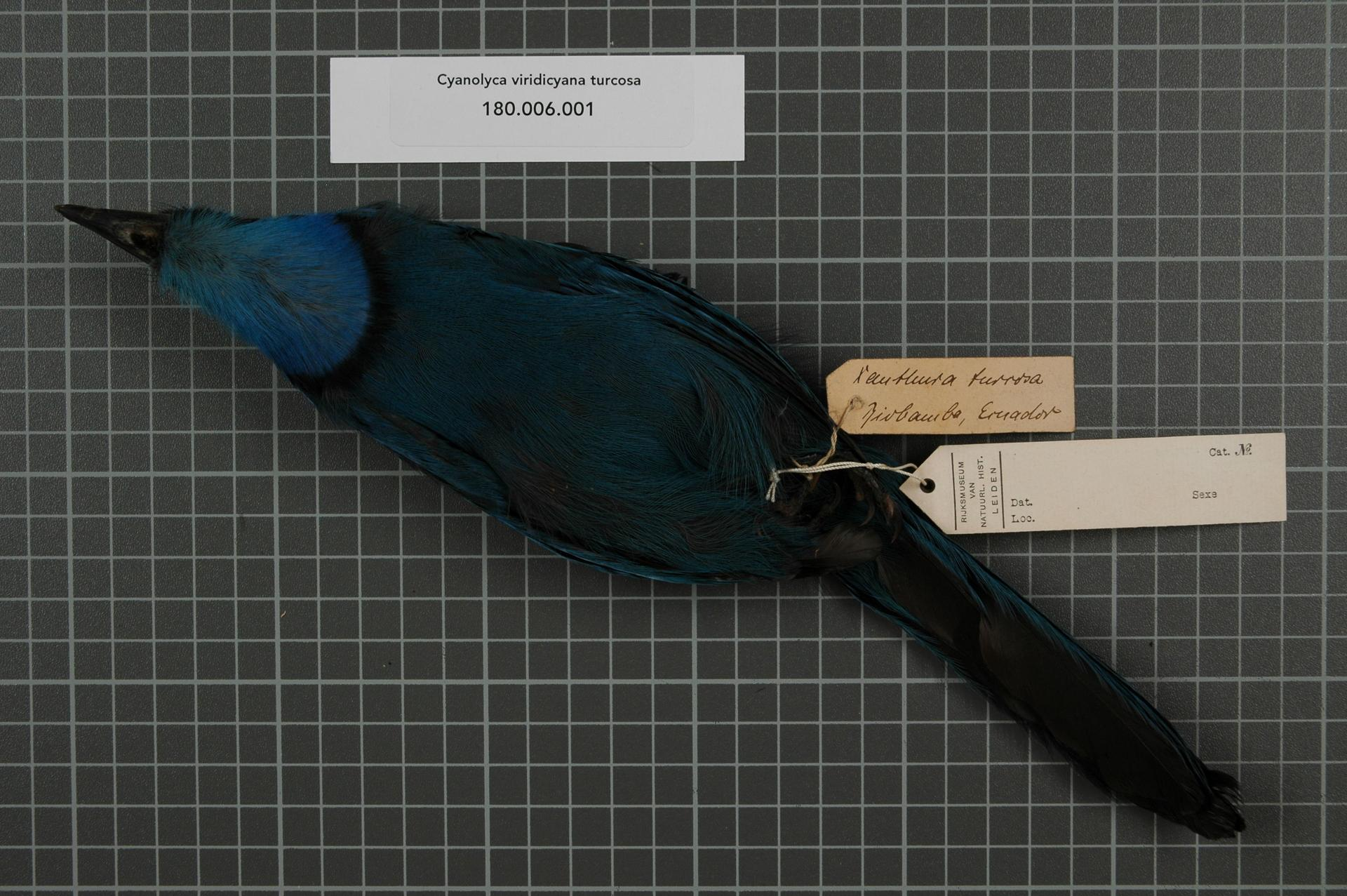
Veduta ventrale di esemplare impagliato.

### Dimensioni
Misura 30-34 cm di lunghezza, per 70-120 g di peso.

### Aspetto
Si tratta di uccelli dall'aspetto tozzo e paffuto, muniti di grossa testa arrotondata dai grandi occhi, becco relativamente corto e conico dalla punta lievemente ricurva, ali digitate, coda piuttosto lunga e dall'estremità squadrata e zampe forti: nel complesso, questi animali somigliano molto alla ghiandaia collare nero (con la quale vivono in simpatria), rispetto alla quale presentano coda più corta e colorazione dai riflessi maggiormente tendenti al verde.
Il piumaggio, come intuibile sia dal nome comune che dal nome scientifico, è dominato dalle tonalità del blu, con riflessi metallici verdastri: esso è più scuro nell'area dorsale, sulle ali e sulla coda, mentre tende a schiarirsi nell'area ventrale ed in particolare sulla testa (nuca, lati del collo, spalle, vertice, gola) divenendo azzurro, ed ancora di più sulla fronte, che è quasi bianca: la gola è cinta da una banda nera che percorre la parte superiore del petto e i lati del collo, congiungendosi alla mascherina facciale (anch'essa nera) che va dai lati del becco all'area temporale e alle guance. 
Il becco e le zampe sono di colore nero, mentre gli occhi sono di colore bruno-rossiccio scuro.

## Biologia

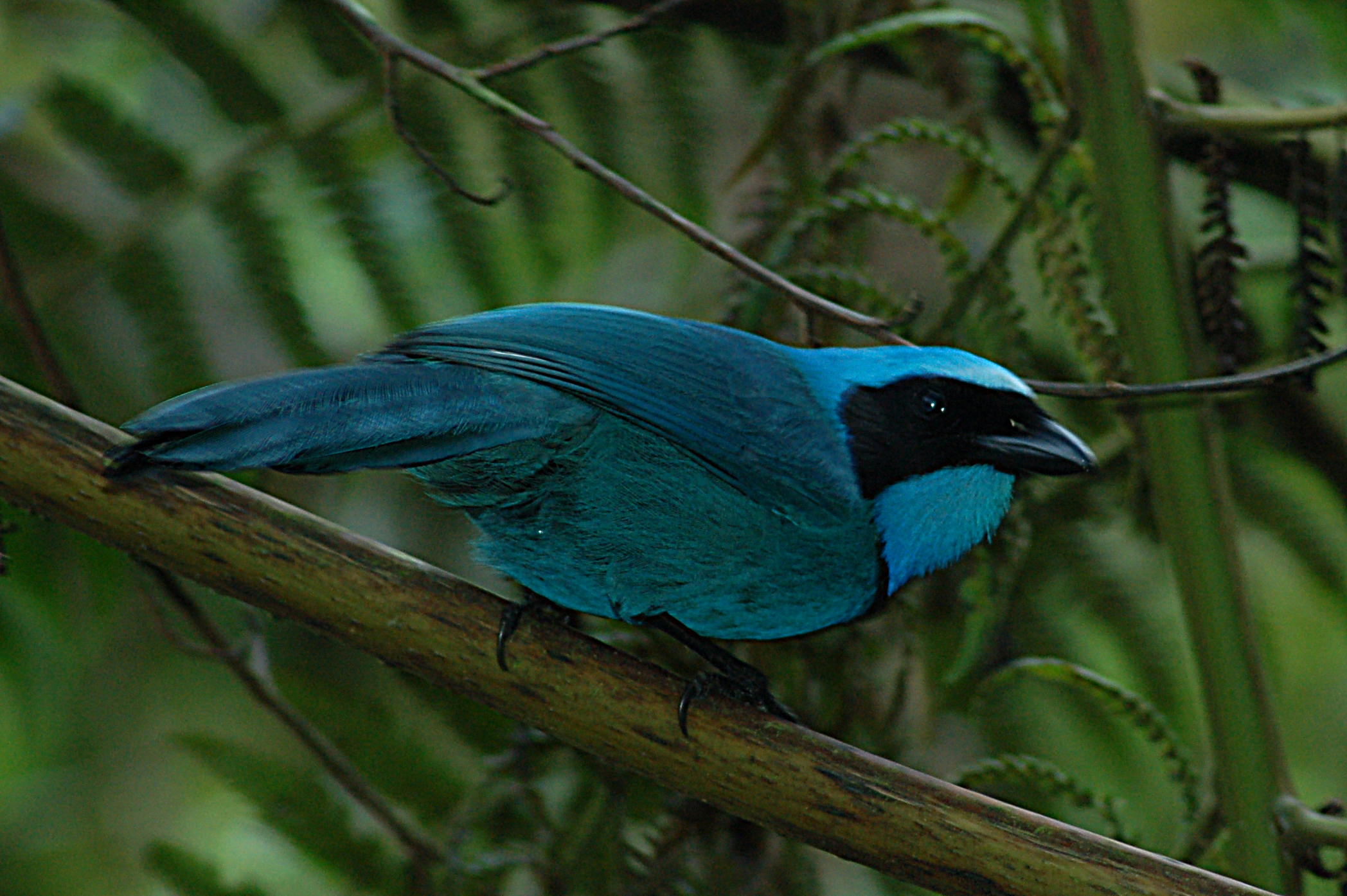
Esemplare nella provincia del Napo.

Si tratta di uccelli dalle abitudini di vita essenzialmente diurne, che vivono in coppie o in gruppetti a base familiare, non di rado in associazione con altre specie dalle abitudini di vita simili, i quali passano la maggior parte della giornata alla ricerca di cibo fra i rami alti degli alberi e la canopia, rifugiandosi nel folto della vegetazione arborea sul far della sera per passare la notte al riparo da eventuali predatori.
I richiami di questi uccelli, emessi in serie consecutive, consistono in un semplice fischio discendente.

### Alimentazione

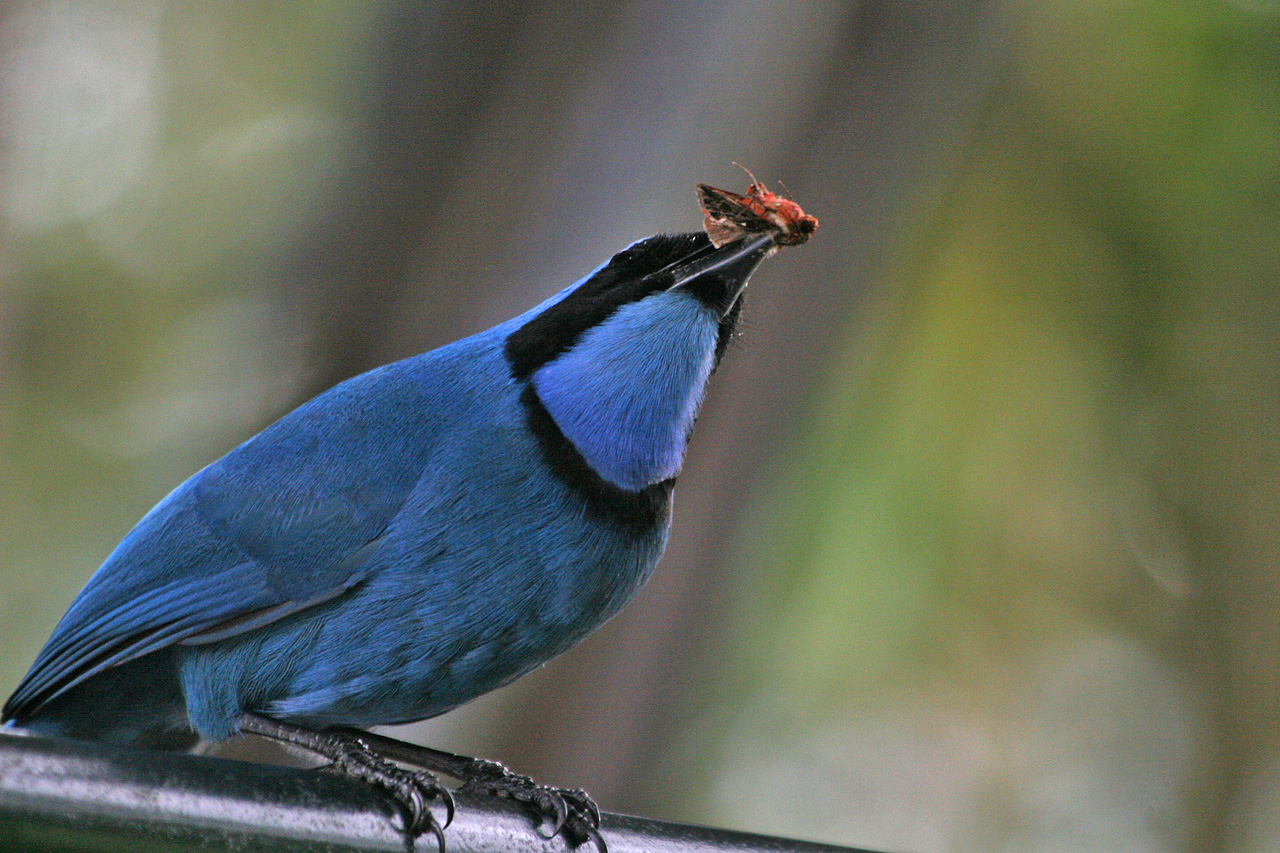
Esemplare si alimenta in natura.

Si tratta di uccelli onnivori, nei quali la componente animale della dieta prevale nettamente su quella vegetale: fra i cibi di origine animale consumati da questi uccelli vi sono insetti ed altri invertebrati, larve, uova e nidiacei, mentre fra quelli di origine vegetale vi sono bacche e frutta.

### Riproduzione
Le informazioni sulla riproduzione di questi uccelli sono scarse e frammentarie: finora sono stati osservati dei nidi in costruzione durante il mese di dicembre, muniti di forma a coppa e strutturati con fibre vegetali esternamente e felci e radichette internamente a 6-16 m d'altezza su un albero.

## Distribuzione e habitat

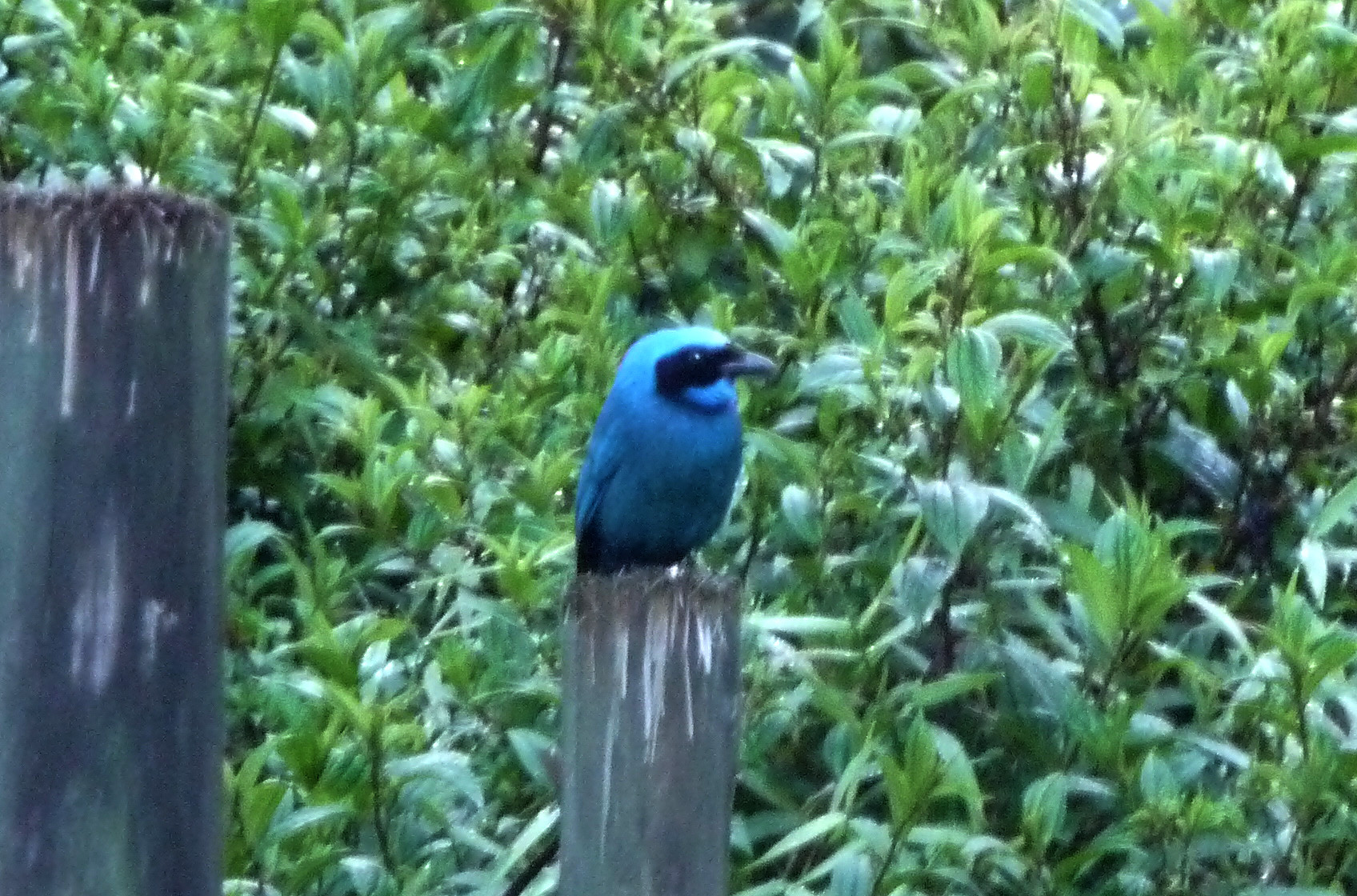
Esemplare sull'Antisana.

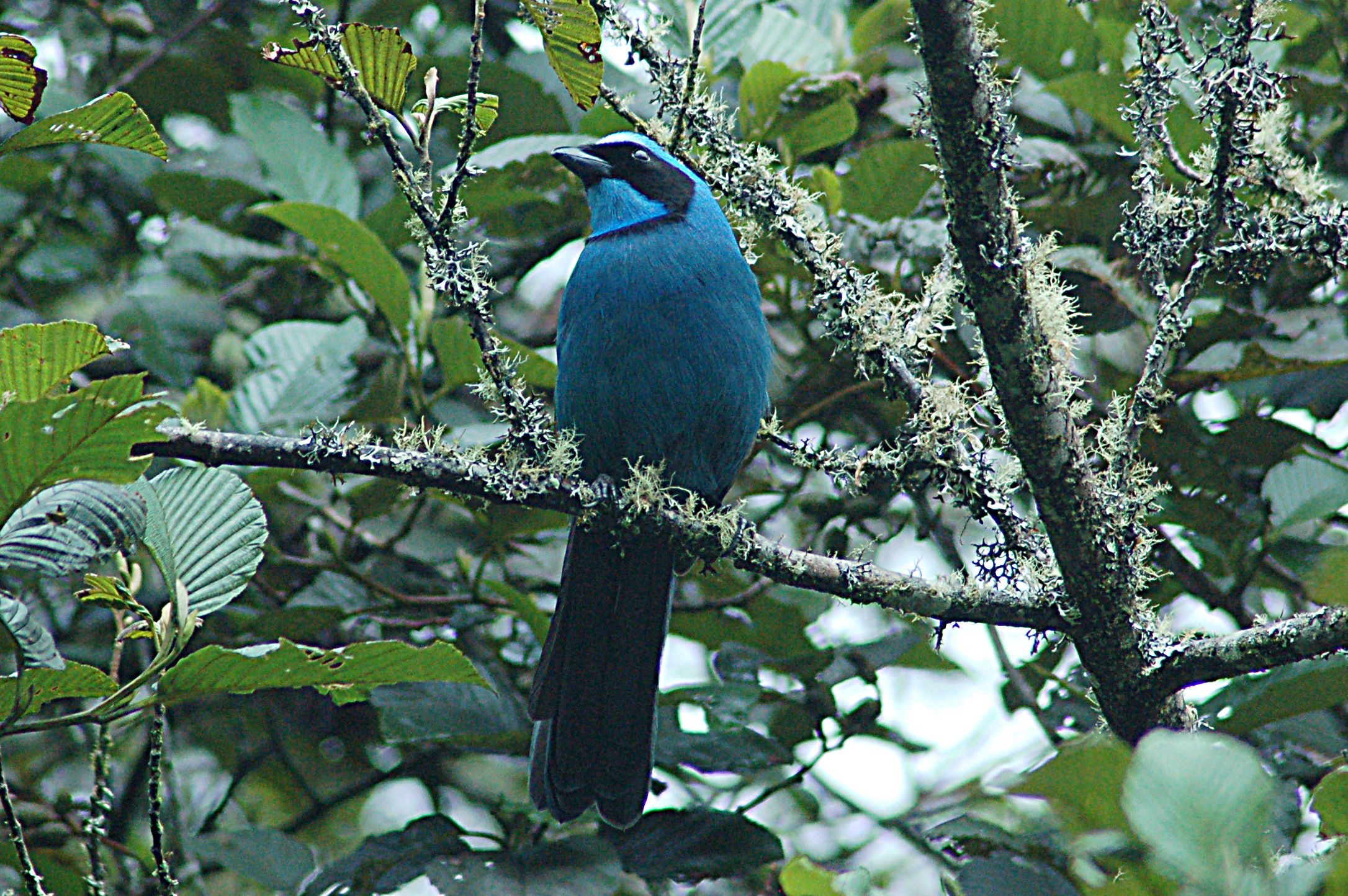
Esemplare in Ecuador.

La ghiandaia turchese è diffusa lungo le pendici occidentali delle Ande (sebbene nella porzione centrale del suo areale sia possibile osservarla su ambedue i versanti della cordigliera) di un'area compresa fra l'estremo sud-ovest della Colombia (dipartimento di Nariño) e l'estremo nord-ovest del Perù (nord della regione di Piura e nord ovest della regione di Cajamarca), attraverso il centro dell'Ecuador.
L'habitat di questi uccelli è rappresentato dalla foresta pluviale tropicale montana e dalla foresta nebulosa fra i 1500 ed i 3500 m, di quota, sebbene siano più comuni da osservare al di sopra dei 2000 m: essi prediligono le aree a copertura arborea fitta ma non eccessivamente alta, potendo essere osservati anche nelle aree di crescita secondaria.